# Celso Ferrer
Celso Guimarães Ferrer Junior, mais conhecido como Celso Ferrer, é um economista, piloto de linha aérea, formado em relações internacionais e MBA Executivo. É o atual presidente da Gol Linhas Aéreas desde 1 de julho de 2022, substituindo Paulo Kakinoff.

## Carreira
Celso Ferrer tem 39 anos, e há 17 anos trabalha na Gol, onde começou sua carreira profissional como estagiário. Desde 2019 na posição de Diretor de Operações, era responsável pelas áreas de segurança operacional, aeroportos, planejamento, malha, suprimentos e frota. Além de anteriormente ter sido vice-presidente de planejamento da Gol por 5 anos, também tem experiência com pricing e alianças.